# クレーテーの牡牛

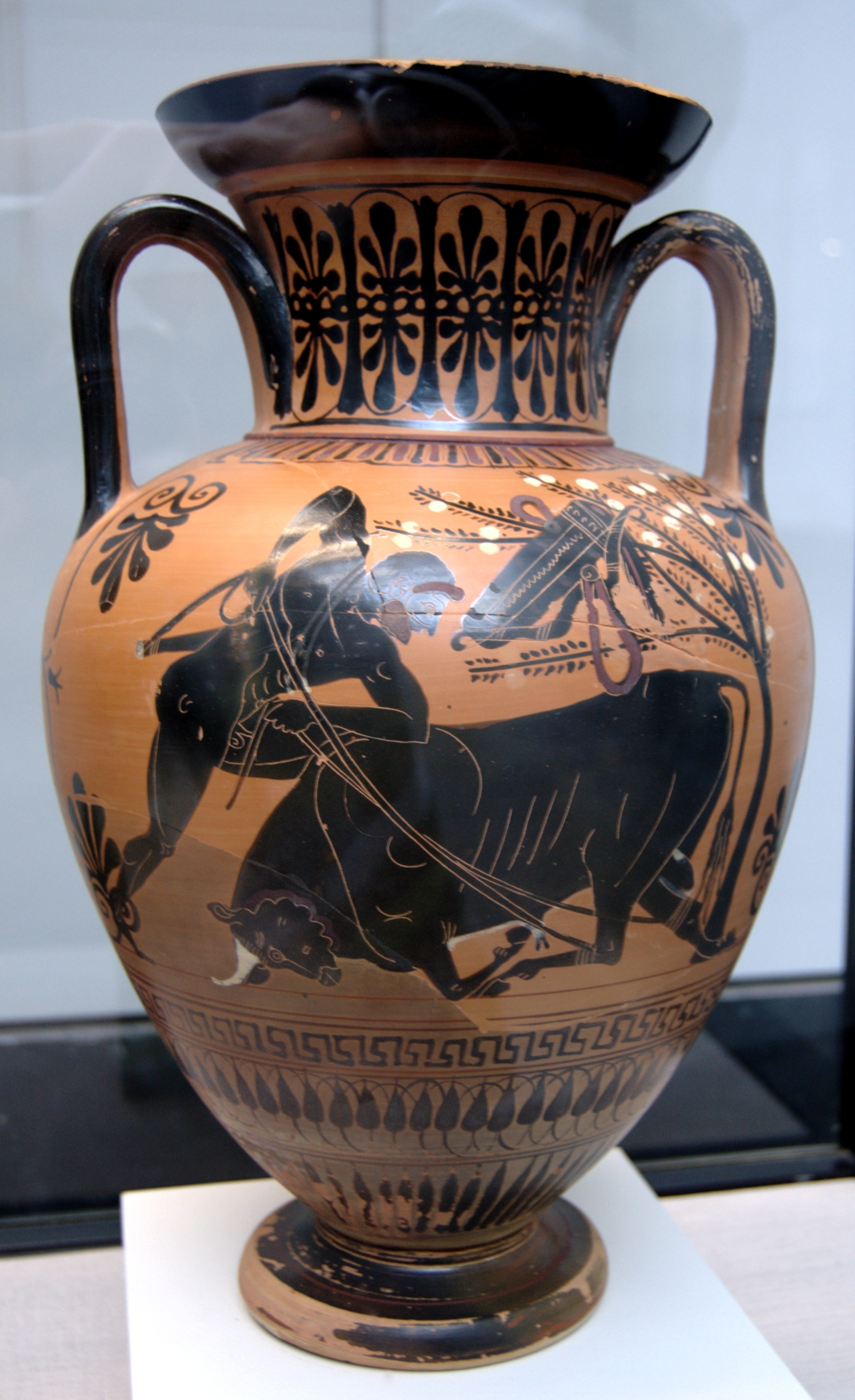
クレーテーの牡牛と、それを捕らえようとするヘーラクレース。ヘーラクレースは縄で牡牛の足を縛ろうとしている。イタリア、ヴルチから出土した紀元前510年頃のアッティカ黒絵式アンフォラ。ミュンヘン、州立古代美術博物館所蔵。

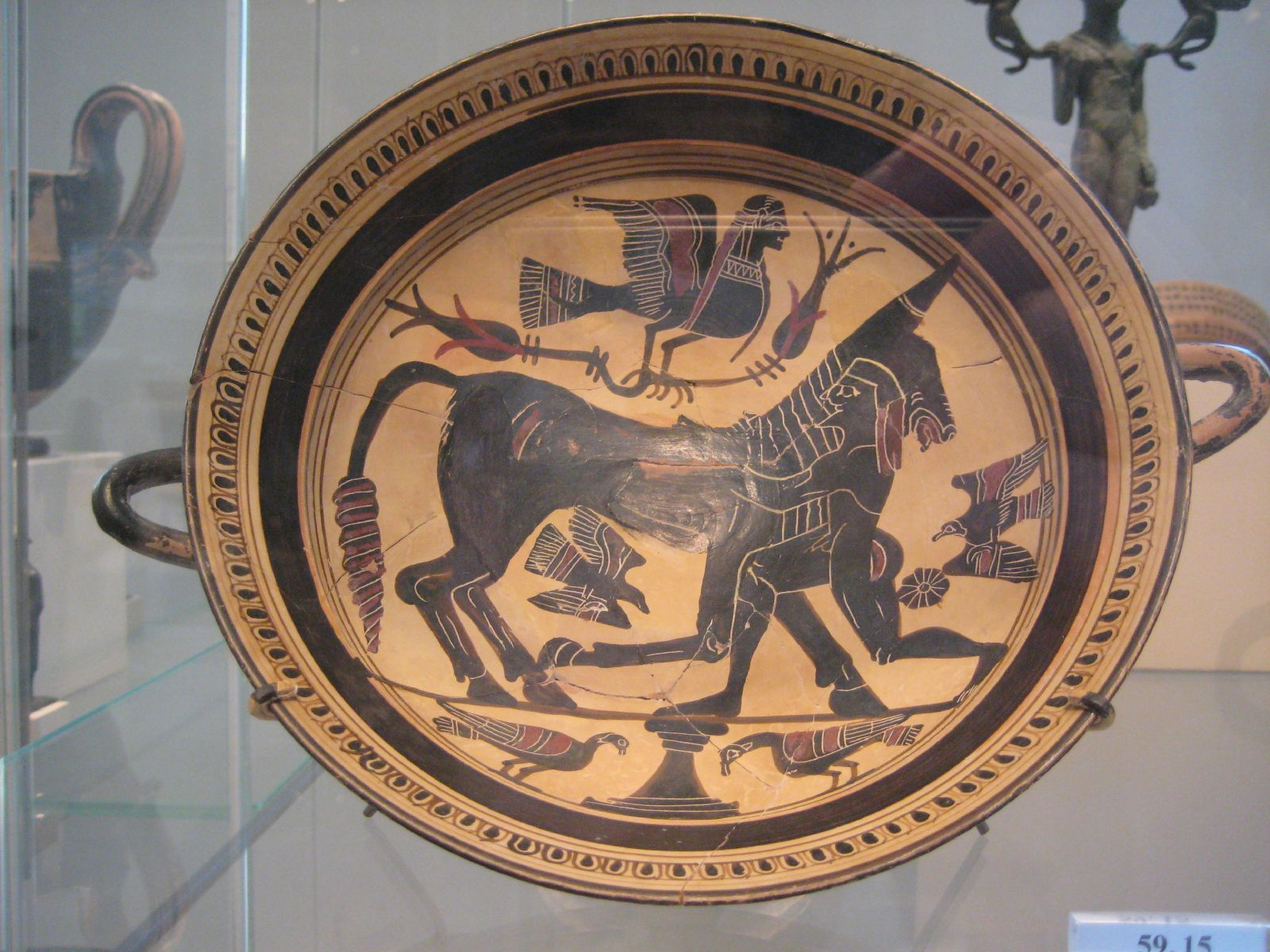
同上。牡牛と格闘するヘーラクレースが描かれている。紀元前550年頃のラコーニア黒絵式キュリクス。ニューヨーク、メトロポリタン美術館所蔵。

クレーテーの牡牛（英: Cretan Bull）は、ギリシア神話に登場する神秘的な牡牛である。ギリシア神話の有名な怪物ミーノータウロスの誕生と関係があり、またヘーラクレースは7番目の難業としてこの牡牛を捕らえたといわれる。

## 神話

### アポロドーロス
アポロドーロスによると、クレーテーの牡牛はポセイドーンがクレーテー島の王ミーノースの王権を保証するために海中から送った牡牛で、ミーノースは自分が王位を継承することに反対する人々を納得させるため、ポセイドーンに犠牲を捧げ、王位継承権の証として海から牡牛が現ることを願った。そこでポセイドーンは海中から美しい牡牛を送ったが、ミーノースはこの牡牛をポセイドーンに捧げると誓っていたにもかかわらず、牡牛の美しさに惹かれて自分の家畜に加え、別の牡牛をポセイドーンに捧げた。ポセイドーンは怒って牡牛を凶暴にして暴れさせ、またミーノースの妻パーシパエーに牡牛への異常な恋を芽ばえさせた。恋に苦しんだパーシパエーが工匠ダイダロスに相談すると、ダイダロスは内部が空洞になった牝牛の木像を制作したので、パーシパエーはその中に入って思いを遂げた。その結果、パーシパエーは牡牛との間に牛頭の子ミーノータウロスを生み、ミーノースはこの奇怪な子を隠すため、ダイダロスに迷宮ラビュリントスを建設させた。
その後、ヘーラクレースはエウリュステウスにクレーテーの牡牛を捕らえることを命じられたので、ミーノースのところにやって来て協力を求めたが、ミーノースは1人でやれと言った。そこでヘーラクレースは牡牛と格闘して捕らえ、エウリュステウスのところに連れて行って見せた後、放逐した。

### その他の説
シケリアのディオドーロスによれば、ミーノースは毎年生まれた牛の中で最も良いものをポセイドーンに捧げていたが、ある年に生まれた牡牛は特に優れていたので、惜しくなったミーノースは別の劣った牡牛を捧げた。このためポセイドーンは怒って、パーシパエーを牡牛に恋させた。その後、ヘーラクレースはミーノースと協力してこの牡牛を捕らえ、牡牛の背に乗って海を渡り、エウリュステウスのところに連れて行ったと述べている。
ヒュギーヌスは、パーシパエーが恋し、ヘーラクレースに退治された牡牛はアプロディーテーの牡牛だったとしている。アプロディーテーはパーシパエーが自分を崇めないので、牡牛への恋を起こさせたという。
一方、アクーシラーオスはエウローペーをさらってクレーテー島に連れ去った牡牛だったとしている。

### 牡牛のその後
放たれたクレーテーの牡牛は、アルカディアとラコーニアをさまよった後にアッティカのマラトーンに行って暴れ、人々を苦しめたが、後にテーセウスによって退治された。テーセウスは牡牛を捕らえて父であるアテーナイ王アイゲウスのところに連れて行き、アイゲウスは牡牛をアポローンに犠牲として捧げたといわれる。